# Sturgill Simpson
Sturgill Simpson, właśc. John Sturgill Simpson (ur. 8 czerwca 1978 w Jackson) – amerykański muzyk country, kompozytor oraz aktor filmowy.  

## Życiorys
Jego ojciec był funkcjonariuszem policji stanowej Kentucky, który wcześniej pracował pod przykrywką. Ze względu na pracę ojca rodzina przeniosła się do Wersalu pod Lexington, gdzie Simpson uczęszczał do Woodford County High School. Rodzina jego matki zajmowała się górnictwem, a on jest pierwszym mężczyzną w jej rodzinie, który nie pracował w kopalni odkrywkowej ani głębinowej.
W 2004 założył country rockowy zespół Sunday Valley, który grał na festiwalu Pickathon w Portland w stanie Oregon. Później przeniósł się do Nashville, ale jak mówił, „nie miałem zielonego pojęcia, jak rozkręcić moją muzykę... [to] była całkowita klapa”.
Jego pierwsze dwa albumy, High Top Mountain i Metamodern Sounds in Country Music, zostały wydane niezależnie w USA w latach 2013 i 2014 oraz w Europie za pośrednictwem brytyjskiej wytwórni Loose. Drugi album był nominowany do nagrody Grammy w kategorii Najlepszy Album Americana, znalazł się na 18. miejscu listy 50 najlepszych albumów 2014 roku magazynu „Rolling Stone” i znalazł się na liście 50 ulubionych albumów 2014 roku National Public Radio.
Trzeci album Simpsona, A Sailor's Guide to Earth, został wydany w kwietniu 2016 nakładem Atlantic Records i był jego pierwszym wydawnictwem w dużej wytwórni. Podczas 59. ceremonii rozdania nagród Grammy w 2017 otrzymał za niego nagrodę w kategorii „Najlepszy album country”, a także nominację do Albumu Roku.

## Dyskografia

### Albumy studyjne
- High Top Mountain (2013)
- Metamodern Sounds in Country Music (2014)
- A Sailor's Guide to Earth (2016)
- Sound & Fury (2019)
- Cuttin' Grass, Vol. 1: The Butcher Shoppe Sessions (2020)
- Cuttin' Grass, Vol. 2: The Cowboy Arms Sessions (2020)
- The Ballad of Dood and Juanita (2021)

## Filmografia

### Filmy
- Orca Park jako Jackson
- Black Hog Gut jako Top Hat
- Truposze nie umierają jako Zombie
- Queen & Slim jako Oficer Reed
- Polowanie jako Vanilla Nice
- Materna jako Paul
- Czas krwawego księżyca jako Henry Grammer
- Twórca jako Drew

### Seriale
- One Dollar jako Ken Fry (5 odcinków)[13]
- Prawi Gemstonowie jako Marshall (8 odcinków)[14]